# Charlène Clavel
Charlène Clavel (* 21. Januar 1991 in Mende, Frankreich) ist eine französische Triathletin und amtierende Triathlon-Weltmeisterin auf der Langdistanz (2024), die zuvor professionell Handball spielte.

## Karriere

### Handballspielerin
Clavel spielte anfangs auf Vereinsebene für den Mende Gévaudan Club. Im Jahr 2007 schloss sie sich dem Trainingszentrum des Vereins Handball Cercle Nîmes an. In der Saison 2008/09 absolvierte die Außenspielerin ihre ersten Einsätze für die Erstligamannschaft von Handball Cercle Nîmes.
In derselben Spielzeit kam Clavel auch in einer Partie im EHF Challenge Cup zum Einsatz, der von Nîmes gewonnen wurde.
Bei Handball Cercle Nîmes war sie zwischen 2008 und 2010 lediglich Halbprofi und spielte überwiegend in der Drittligamannschaft des Vereins. Erst anschließend gehörte sie fest dem Profikader an.
Nachdem Handball Cercle Nîmes im Jahr 2016 seine Mannschaft aus finanziellen Gründen zurückgezogen hatte, schloss sie sich dem Ligakonkurrenten Nantes Atlantique Handball an. Dort beendete sie im Jahr 2018 ihre Karriere.

### Triathletin seit 2019
Clavel meldete sich nach ihrem Karriereende als Handballspielerin für einen Triathlon der Rennserie Ironman 70.3 (Mitteldistanz: 1,9 km Schwimmen, 90 km Radfahren und 21,1 km Laufen) in Nizza an, den sie nach einer dreimonatigen Vorbereitungszeit in einer Zeit von 5:01:10 Stunden absolvierte. Anschließend nahm sie regelmäßig an Wettkämpfen teil und 2019 gewann sie im Juni als Amateurin mit der schnellsten Zeit vor allen Profi-Athletinnen den Ironman 70.3 Les Sables d’Olonne. Zwei Monate später wurde sie in Nizza Amateur-Weltmeisterin und 2023 konnte sie das Rennen in Les Sables d’Olonne erneut für sich entscheiden.

#### Weltmeisterin Triathlon-Langdistanz 2024
Im Juni 2024 gewann sie die französische Meisterschaft auf der Mitteldistanz und im August gewann Clavel auf der Triathlon-Langdistanz die Weltmeisterschaft in Townsville.
Im März 2025 wurde die 34-Jährige Siebte im Ironman South Africa und sie trug sich mit ihrer Zeit von 9:24:03 Stunden als Neuntschnellste ein in der Bestenliste französischer Triathletinnen auf der Ironman-Distanz.

## Erfolge im Triathlon
| Datum/Jahr    | Rang | Wettbewerb                                           | Austragungsort      | Zeit     | Bemerkung                                                                                 |
| ------------- | ---- | ---------------------------------------------------- | ------------------- | -------- | ----------------------------------------------------------------------------------------- |
| 30. März 2025 | 7    | Ironman South Africa                                 | Port Elizabeth      | 09:24:03 | erster Start Ironman-Distanz (3,86 km Schwimmen, 180,2 km Radfahren und 42,195 km Laufen) |
| 25. Aug. 2024 | 1    | ITU Long Distance Triathlon World Championships      | Townsville          | 05:45:14 | ITU-Weltmeisterin auf der Triathlon Langdistanz                                           |
| 1. Juli 2024  | 4    | Ironman 70.3 Les Sables d’Olonne                     | Les Sables-d’Olonne | 04:08:24 |                                                                                           |
| 10. Juni 2024 | 1    | FRA Middle Distance Triathlon National Championships | Vichy               | 04:30:07 | Staatsmeisterin auf der Mitteldistanz                                                     |
| 2. Juli 2023  | 1    | Ironman 70.3 Les Sables d’Olonne                     | Les Sables-d’Olonne | 04:23:24 |                                                                                           |
| 20. Aug. 2022 | 3    | Ironman 70.3 Vichy                                   | Vichy               | 03:49:06 | Austragung ohne die Schwimmdistanz                                                        |
| 3. Juli 2022  | 3    | Ironman 70.3 Les Sables d’Olonne                     | Les Sables-d’Olonne | 04:15:50 |                                                                                           |
| 4. Juli 2021  | 3    | Ironman 70.3 Les Sables d’Olonne                     | Les Sables-d’Olonne | 04:23:18 |                                                                                           |
| 16. Juni 2019 | 1    | Ironman 70.3 Les Sables d’Olonne                     | Les Sables-d’Olonne | 04:31:38 |                                                                                           |
| 16. Sep. 2018 | 7    | Ironman 70.3 Nizza                                   | Nizza               | 05:01:10 | Siegerin der Altersklasse F25–29                                                          |

| Datum/Jahr   | Rang | Wettbewerb   | Austragungsort | Zeit | Bemerkung |
| ------------ | ---- | ------------ | -------------- | ---- | --------- |
| 27. Mai 2023 | 2    | Xterra Italy | Lago di Scanno |      |           |

(DNF – Did Not Finish)